# 2005년 오리콘 1위 싱글 목록
일본에서 한 주간 가장 많이 팔린 싱글은 오리콘 주간 차트에 실리며, 이 차트는 오리콘이 발행하는 잡지 《오리스타》에 개제된다. 판매량은 한 주 동안의 각 싱글의 판매량을 기준으로 오리콘이 종합한다.

## 차트 기록
| 발행일    | 싱글                               | 가수                         | 참고                                      |
| --------- | ---------------------------------- | ---------------------------- | ----------------------------------------- |
| 1월 3일   | 「Anniversary」                    | KinKi Kids                   | 2005년 1월 1위                            |
| 1월 10일  | (미발표)                           | (미발표)                     |                                           |
| 1월 17일  | 「Anniversary」                    | KinKi Kids                   | 2주 연속                                  |
| 1월 24일  | 「Killing Me」                     | L'Arc~en~Ciel                |                                           |
| 1월 31일  | 「友だちへ ～Say What You Will～」 | SMAP                         |                                           |
| 2월 7일   | 「ファンタスティポ」               | 토라지・하이지               | 2주 연속, 2005년 2월 1위                  |
| 2월 14일  | 「ファンタスティポ」               | 토라지・하이지               | 2주 연속, 2005년 2월 1위                  |
| 2월 21일  | 「初恋列車」                       | 히카와 키요시                |                                           |
| 2월 28일  | 「さくら」                         | 게쓰메이시                   | 2005년 4월 1위                            |
| 3월 7일   | 「*~アスタリスク~」                | ORANGE RANGE                 | 2주 연속, 2005년 3월 1위                  |
| 3월 14일  | 「*~アスタリスク~」                | ORANGE RANGE                 | 2주 연속, 2005년 3월 1위                  |
| 3월 21일  | 「愛のバクダン」                   | B'z                          |                                           |
| 3월 28일  | 「チェリッシュ」                   | NEWS                         |                                           |
| 4월 4일   | 「サクラ咲ケ」                     | 아라시                       |                                           |
| 4월 11일  | 「DO THE MOTION」                  | 보아                         |                                           |
| 4월 18일  | 「New World」                      | L'Arc~en~Ciel                |                                           |
| 4월 25일  | 「僕たちの行方」                   | 다카하시 히토미              |                                           |
| 5월 2일   | 「STEP you/is this LOVE?」         | 하마사키 아유미              | 2주 연속, 2005년 5월 1위                  |
| 5월 9일   | 「STEP you/is this LOVE?」         | 하마사키 아유미              | 2주 연속, 2005년 5월 1위                  |
| 5월 16일  | 「仮面/未来航海」                  | 타키 & 츠바사                |                                           |
| 5월 23일  | 「SMILY/ビー玉」                   | 오오츠카 아이                |                                           |
| 5월 30일  | 「叙情詩」                         | L'Arc~en~Ciel                |                                           |
| 6월 6일   | 「ラヴ・パレード」                 | ORANGE RANGE                 | 2주 연속, 2005년 6월 1위                  |
| 6월 13일  | 「ラヴ・パレード」                 | ORANGE RANGE                 | 2주 연속, 2005년 6월 1위                  |
| 6월 20일  | 「お願い!セニョリータ」            | ORANGE RANGE                 |                                           |
| 6월 27일  | 「ビロードの闇」                   | KinKi Kids                   |                                           |
| 7월 4일   | 「UTAO-UTAO」                      | V6                           |                                           |
| 7월 11일  | 「四次元 Four Dimensions」         | Mr.Children                  | 2주 연속, 2005년 7월 1위                  |
| 7월 18일  | 「四次元 Four Dimensions」         | Mr.Children                  | 2주 연속, 2005년 7월 1위                  |
| 7월 25일  | 「TEPPEN」                         | NEWS                         |                                           |
| 8월 1일   | 「SCREAM」                         | GLAY X EXILE                 | 2005년 8월 1위                            |
| 8월 8일   | 「BANG! BANG! バカンス」           | SMAP                         |                                           |
| 8월 15일  | 「fairyland」                      | 하마사키 아유미              |                                           |
| 8월 22일  | 「OCEAN」                          | B'z                          |                                           |
| 8월 29일  | 「vestige-ヴェスティージ-」        | T.M.Revolution               |                                           |
| 9월 5일   | 「キズナ」                         | ORANGE RANGE                 | 2005년 9월 1위                            |
| 9월 12일  | 「GLAMOROUS SKY」                  | NANA starring MIKA NAKASHIMA | 2주 연속                                  |
| 9월 19일  | 「GLAMOROUS SKY」                  | NANA starring MIKA NAKASHIMA | 2주 연속                                  |
| 9월 26일  | 「HEAVEN」                         | 하마사키 아유미              |                                           |
| 10월 3일  | 「プラネタリウム」                 | 오오츠카 아이                | 2005년 10월 1위                           |
| 10월 10일 | 「Be My Last」                     | 우타다 히카루                |                                           |
| 10월 17일 | 「COUNTDOWN」                      | Hyde                         |                                           |
| 10월 24일 | 「Orange」                         | V6                           |                                           |
| 10월 31일 | 「好きすぎてバカみたい」           | DEF.DIVA                     |                                           |
| 11월 7일  | 「POP STAR」                       | 히라이 켄                    |                                           |
| 11월 14일 | 「青春アミーゴ」                   | 슈지와 아키라                | 2주 연속, 2005년 1위 2005년 11월·12월 1위 |
| 11월 21일 | 「青春アミーゴ」                   | 슈지와 아키라                | 2주 연속, 2005년 1위 2005년 11월·12월 1위 |
| 11월 28일 | 「WISH」                           | 아라시                       |                                           |
| 12월 5일  | 「Triangle」                       | SMAP                         |                                           |
| 12월 12일 | 「Bold&Delicious/Pride」           | 하마사키 아유미              |                                           |
| 12월 19일 | 「you」                            | 코다 쿠미                    |                                           |
| 12월 26일 | 「ただ…逢いたくて」                | EXILE                        |                                           |

## 연간 TOP 10
※ 집계: 2004년 12월 6일 - 2005년 11월 28일
- 1위: 슈지와 아키라 「青春アミーゴ」
- 2위: 게쓰메이시 「さくら」
- 3위: Mr.Children 「四次元 Four Dimensions」
- 4위: ORANGE RANGE 「*〜アスタリスク〜」
- 5위: GLAYXEXILE 「SCREAM」
- 6위: KinKi Kids 「Anniversary」
- 7위: B'z 「OCEAN」
- 8위: ORANGE RANGE 「ラヴ・パレード」
- 9위: 토라지・하이지 「ファンタスティポ」
- 10위: NANA starring MIKA NAKASHIMA「GLAMOROUS SKY」